# بنت العمدة (فلم)
بنت العمدة هو فيلم مصري تم إنتاجه عام 1949، تأليف وإخراج عباس كامل و بطولة كمال الشناوي وهاجر حمدي.

## قصة الفيلم
دكتور عادل (كمال الشناوي) متزوج من عزيزة (هاجر حمدي) ابنة عمه العمدة (عبد الحميد زكي) وهي حاصلة على الدبلوم، ولكنها تؤمن بأن الرجل في حاجة لخدمة المرأة له لتهييء له الجو المناسب لينال راحته بالمنزل، حتى يستطيع مواصلة العمل في خارج المنزل، وهي طباخة ماهرة تقضى معظم وقتها في المطبخ لتتفنن لزوجها في صنع طعام يأكل أصابعه وراءه، وهي دائمًا رائحتها بصل وثوم، وترفض استعمال البارفان الذي يحضره لها زوجها، كما ترفض وضع أي مساحيق أو ألوان في وجهها، مفضلة للبشرة الطبيعية، وقد ربتها أمها (عزيزة بدر) على طاعة زوجها، والعمل على راحته دائمًا. كان د.عادل يمتلك عيادة بشارع سليمان، ويساعده التمرجي نور (محمد كامل) وتسكن فوق عيادته الراقصة لولا (هدى شمس الدين) المتفرنجة المتحررة الأنيقة، وقد جاءته بالعيادة لإصابة بسيطة في قدمها، وعمل لها اللازم، ولكن أثارها خجله، فأقامت معه علاقة جعلته ينسى زوجته عزيزة، ويطلب منها أن تذهب إلى البلد لأنه مشغول، ولكن والدها العمدة نصحها بعدم ترك زوجها مدة طويلة لأنه في حاجة إليها، وبالفعل عادت عزيزة لمنزلها، مما أثار استياء عادل الذي كان يقضي وقته مع الراقصة لولا. إلتقط عادل بعض الصور مع الراقصة لولا، وقام المصور بتوصيل الصور لمنزله، فوقعت في يد زوجته عزيزة، وعلمت ما كان بين زوجها والراقصة، فذهبت إليها ترجوها أن تترك لها زوجها، ولكن الراقصة لولا طردت عزيزة من منزلها، فعادت عزيزه إلى بلدتها. طال انتظار عزيزة لمكالمة من زوجها يسأل عنها فقررت الاتصال به، ولكن ردت عليها الراقصة، فقررت عزيزة أن تسترد زوجها، وتدافع عن بيتها وحياتها بكل قوتها، فهى متعلمة وتستطيع ان تفعل مثل أي امرأة متفرنجة. أخذت عزيزة عبد الموجود (عبد الغني السيد) الفلاح العامل بأرض والدها معها وسافرت للقاهرة، وطلبت من نور التمرجي أن يحجز لها في أحد الفنادق، ثم أعطت 50 جنيه لمدير الفندق وطلبت منه أن يعلم عبد الموجود كيف يكون راقيًا، وذهبت إلى لولا في منزلها وضربتها، وهددتها بمسدس، فخافت لولا ورضخت لها. وضعت عزيزة قناعًا على عينيها وذهبت للملهى وأسمت نفسها سالومي ورقصت وغنى عبد الموجود، وأعجب عادل بها، وأراد أن يصاحبها بدلًا من الراقصة لولا فطلبت منه تطليق زوجته أولًا، فلما ذهب عادل لتطليق زوجته إكتشف أنها هي نفسها سالومي الرائعة.

## فريق العمل
إخراج وتأليف: عباس كامل
إنتاج: أفلام هاجر
بطولة:
- كمال الشناوي
- هاجر حمدي
- عبد الغني السيد
- درية أحمد
- عبد الحميد زكي
- محمد كامل
- لولا عبده
- عزيزة بدر
- هدى شمس الدين

## روابط خارجية
- مقالات تستعمل روابط فنية بلا صلة مع ويكي بيانات